# Quattro piccole donne
Quattro piccole donne è una miniserie televisiva trasmessa in quattro puntate da Canale 5 nel 1990. La prima puntata andò in onda il 23 ottobre e l'ultima il 20 novembre.
È stata prodotta da Reteitalia, all'epoca casa di produzione del gruppo Fininvest ed è liberamente ispirato ai romanzi Piccole donne di Louisa May Alcott e Se lo dico perdo l'America di Lidia Ravera.

## Cast
- Stefania Orsola Garello: Giovanna (Jo)
- Pascale Rocard: Meg
- Simona Cavallari: Amy
- Amanda Sandrelli: Beth
- Marie Laforêt: la madre
- Omar Sharif: il padre